# Cassis madagascariensis
Espèce
L'espèce Cassis madagascariensis est un mollusque appartenant à la famille des Cassidae.

## Répartition
Elle vit en climat tropical : le Centre-Ouest de l'Atlantique en particulier les Grandes Antilles. Contrairement à ce que laisse supposer son nom elle n'existe pas dans l'Océan Indien.

## Morphologie
Grand coquille, à spire courte, caractérisée par 3 rangées de protubérances. Grand bouclier pariétal bien définie, triangulaire.
Couleur : crème pâle, bouclier pariétal peut être clair à saumon foncé.

## Utilisation

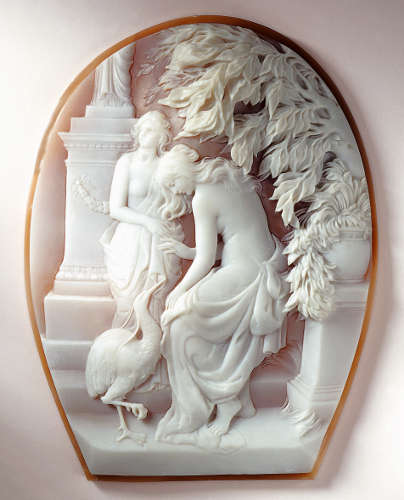
Camèe, Cassis madagascariensis, ateliers Ascione, 1925, Naples, Musée du corail Ascione

Les coquilles peuvent être utilisée pour réaliser des camées.